# Nordfrisere
Nordfrisere er betegnelsen for frisiske indbyggere i Nordfrisland i Tyskland. Friserne bosatte sig i middelalderen i området mellem Ejderen i syd og Vidåen i nord. Endnu 10.000 taler nordfrisisk.

## Historie
Friserne kom i to bølger sydfra til Sydslesvigs vestkyst. I 700- og 800-tallet må de have bosat sig på øerne Sild, Før og Amrum samt på højereliggende terræn på Ejdersted .  De mellemliggende marskområder på Strand og nord for Husum blev taget i besiddelse omkring år 1000, hvor de bosatte sig ved siden af danskerne. Måske har konflikter med de ekspanderende franker eller den kristne mission været grunde til at flytte nordpå. De frisisk dominerede herreder ved Jyllands sydvestkyst blev i middelalderen omtalt som Udlandene med selvstændig nordfrisisk retspraksis. Som følge af stormfloderne bosatte frisere sig dog senere også i de umiddelbart tilstødende jyske herreder på gestranden, f.eks i de vestlige dele af de to Gøs Herreder ved Husum.
Indtil 1300-tallet var de nordfrisiske herreder relativt selvstændige. Hvalfangst og udvinding af frisisk salt af tørv fra vadernes bund bragte friserne perioder med stor velstand. Politisk stod nordfriserne som kongefrisere fast under den danske krone. Først i 1200-tallet kom det til kampe mellem frisiske bønder og kongen. I 1252 blev kong Abel dræbt i et forsøg på at inddrive skatter. I kampen imod kongens skattekrav påberåbte friserne sig deres frisiske frihed. Senere blandede nordfriserne sig i konflikterne om Sønderjylland. Danskerne og holstenerne ville hver især have friserne på deres side. Holstenerne indførte i 1426 de nordfrisiske landslove Siebenhardenbeliebung, (på dansk Syvherredergilde), på de nordfrisiske øer og Krone der rechten Wahrheit (Kronens rette sandhed) på Ejdersted. Landslovene bekræftede frisernes retsnormer, men knyttede dem også nærmere til hertugen. I de blandede frisisk-jyske herreder Kær, Nørre Gøs og Sønder Gøs Herred gjaldt fortsat Jyske Lov. Ved Sønderjyllands deling i 1544 kom Nørre Gøs Herred omkring Bredsted til den kongelige del, mens Viding Herred, Bøking Herred og Ejdersted kom til den gottorpske del. Den gottorpske hertug var den danske konges lensmand i Slesvig, men førte efterhånden en mere og mere selvstændig politik i hertugdømmet. Den vestlige del af Før, Amrum og List på Sild dannede de såkaldte kongerigske enklaver. 
Med stormfloderne i 1362 og 1643 begyndte den nordfrisiske kyst at ændre form. Ved den store manddrukning i 1362 gik den sagnomspundne handelsby Rungholt under, og i 1634 forsvandt med øen Strand faktisk et nordfrisisk kerneområde. Frisiske bønder begyndte nu også at bosatte sig på den højere jyske gest. Stormfloderne dannede også optakten til de første store inddignings- og landvindingsarbejder. Fra denne tid stammer ordsproget Gud skabte havet, friserne kysten. I 1700- og 1800-tallet skabte de danske konger og gottorpske med-hertuger ved hjælp af store afvandings- og inddigningsprojekter det nuværende karakteristiske nordfrisiske koglandskab. Arbejdet blev ofte udført af kapitalstærke digebyggere fra Nederlandene. 
I 1721 blev de gottorpske dele i Sønderjylland forenet med de kongelige, og hele Nordfrisland kom igen under den danske krone. Efter den 2. slesvigske krig i 1864 blev Nordfrisland for første gang i historien del af den tyske statsdannelse. Fra 1946 er Nordfrisland del af delstaten Slesvig-Holsten. Den nuværende Nordfrislands Kreds blev dannet i 1970. Den nye kreds omfatter nu både frisiske og jyske områder.
Nordfriserne er siden 1920-erne delt i de tyske frisere og de nationale frisere. De tyske frisere ser sig selv som del af det tyske folk, mens de nationale frisere på grund af deres sprog og kultur ser sig selv som et selvstændigt folk og dermed som et mindretal i Tyskland.

## Våben
Nordfrisernes våben viser den danske kongekrone, en halv ørn og en jydepotte . Jydepotten henviser til Christian Peter Hansens fortælling om de nordfrisiske kvinder, som slog skattekrævende danskere på flugt, idet de kastede varm grød efter dem. En anden version så jydepottens herkomst i kampene mellem de nyankomne frisere og områdets indfødte befolkning omkring år 800. Den halve ørn stammer fra Karl den Store, som garanterede friserne deres frisiske frihed. Den danske kongekrone henviser til forbindelsen mellem Nordfrisland og den danske konge.
Valgsproget Hellere død end slave er udformet af præsten Christian Feddersen, der i det 1845 udkomne skrift Fem ord til nordfriserne opfordrede landsmændene: I elsker friheden og siger: Hellere død end slave.

## Flag
Nordfrisernes flag er en vandret delt trikolore i farverne gult over rødt over blåt. Flaget blev første gang hejst på det nordfrisiske folkemøde i juni 1848 i Bredsted. Flaget har med den frisiske lov (Friisk Gesäts) fra 2004 fået officiel status. 

## Politik
I Slesvig-Holsten er de nationale nordfrisere sammen med det danske mindretal gået sammen om det politiske parti Sydslesvigsk Vælgerforening, der er repræsenteret i de lokale, delstats- og nationale forsamlinger.